# Дидалс
Дидалс — династ Вифинии, правивший в середине V века до н. э.

## Биография
Неудачи Ахеменидов в греко-персидских войнах способствовали ослаблению их влияния в малоазийских сатрапиях. Так в Вифинии утвердилась местная династия.
Гераклейский историк Мемнон упоминает, что когда в Азию была выведена новая афинская колония Астак, в Вифинии правил некий Дидалс. На основании сообщения Диодора Сицилийского принято считать, что речь идет о 435 годе до н. э., если исходить из года архонтства Антиохида. Хотя консулат Марка Фабия и Постумия Эбуция Улека, с которым Диодор соотносит политические события в Афинах, приходится на 442 год до н. э. Страбон несколько иначе об этих событиях: «город Астак, основанный мегарцами и афинянами, а позднее — Дедалсом». Современные учёные, впрочем, опровергают причастность местного династа к реорганизации греческого полиса. Во мнениях же о том, продолжал ли Арсак оставаться зависимым от вифинцев, существует расхождение.
Больше о Дидалсе почти ничего не известно. Исследователь О. Л. Габелко замечает, что первые вифинские правители вряд ли носили титул царя, а, скорее, их положение можно приблизительно охарактеризовать фракийским термином «рес».
Сыном Дидалса был Ботир.